# 赤松りかこ
赤松 りかこ（あかまつ りかこ、1977年6月 - ）は、日本の小説家、獣医師。東京都世田谷区生まれ、在住。日本大学第二高等学校卒業。

## 人物・経歴
獣医大学卒業後、臨床獣医師として勤める。2023年、「シャーマンと爆弾男」で第55回新潮新人賞を受賞してデビュー。2024年、初の作品集『グレイスは死んだのか』が刊行される。
18歳で初めて読んだ大江健三郎に強く影響を受け、中でも『洪水はわが魂に及び』をこれまで何度も読み返す。他によく読む作家としてJ・M・クッツェー、目取真俊、辺見庸、魯迅、石牟礼道子の名を挙げている。

## 作品リスト

### 単行本
- 『グレイスは死んだのか』（新潮社、2024年7月）
  - グレイスは死んだのか - 『新潮』2024年4月号
  - シャーマンと爆弾男 - 『新潮』2023年11月号

### 単行本未収録
エッセイ・書評
- 「小説に生きる」 - 『文學界』2024年1月号
- 「ここへ届き、また差し出す」（大江健三郎『親密な手紙』書評） - 『新潮』2024年2月号
- 「わたしは「心臓」を知らない」（小山田浩子『ものごころ』書評） - 『新潮』2025年5月号